# Merelbeke
Merelbeke è un comune belga di 23 780 abitanti, situato nella provincia fiamminga delle Fiandre Orientali.

## Geografia fisica

### Territorio
|  | Il comune di Merlebeke è composto da 6 abitati principali: - Merelbeke (I) - Bottelare(II) - Lemberge(III) - Melsen (IV) - Munte (V) - Schelderode (VI) |

Gli abitati confinanti sono: (a) Melle, (b) Gontrode, comune di Melle, (c) Landskouter, comune di Oosterzele, (d) Moortsele, comune di Oosterzele, (e) Scheldewindeke, comune di Oosterzele, (f) Baaigem, comune di Gavere, (g) Gavere, (h) Vurste, comune di Gavere, (i) Zevergem, comune di De Pinte, (j) Zwijnaarde, comune di Gent, (k) Gent, (l) Ledeberg, comune di Gent, (m) Gentbrugge, comune di Gent